# Elephantomyia (Elephantomyodes) nigriclava
Elephantomyia (Elephantomyodes) nigriclava is een tweevleugelige uit de familie steltmuggen (Limoniidae). De soort komt voor in het Oriëntaals gebied.